# El Dorado (film)
El Dorado är en amerikansk westernfilm från 1967, i regi av Howard Hawks med John Wayne och Robert Mitchum i huvudrollerna.

## Handling
Sheriff Harrah får onda aningar när revolvermannen Cole Thornton besöker småstaden El Dorado. Med rätta, eftersom den skumma ranchägaren Jason har anlitat Thornton för att han ska hjälpa till i hans krig om betesmark, för att leda vatten från nybyggaren MacDonalds marker. När Cole genom ett misstag dödar MacDonalds son, tvingas han att fly.

## Rollista
| John Wayne         | – Cole Thornton                 |
| Robert Mitchum     | – El Dorado Sheriff J.P. Harrah |
| James Caan         | – Mississippi                   |
| Charlene Holt      | – Maudie                        |
| Paul Fix           | – Dr. Miller                    |
| Arthur Hunnicutt   | – Bull                          |
| Michele Carey      | – Josephine (Joey) MacDonald    |
| R.G. Armstrong     | – Kevin MacDonald               |
| Ed Asner           | – Bart Jason                    |
| Christopher George | – Nelse McLeod                  |
| Robert Donner      | – Milt                          |
| Jim Davis          | – Jim Purvis                    |
| Adam Roarke        | – Matt MacDonald                |
| Johnny Crawford    | – Luke MacDonald                |
| John Mitchum       | – Elmer                         |
| Chuck Roberson     | – Jasons revolverman            |
| Don Collier        | – Vicesheriff Joe Braddock      |
| Olaf Wieghorst     | – Swede Larsen                  |